# Misumena spinifera
Misumena spinifera es una especie de araña del género Misumena, familia Thomisidae.

## Distribución
Esta especie se encuentra en islas Canarias y Madeira.